# Eddie Vedder
Eddie Vedder (pravo ime: Edward Louis Severson III.; Evanston, Illinois, 23. prosinca 1964.) je američki pjevač, tekstopisac, skladatelj i gitarist. 
Najpoznatiji je kao glavni pjevač američkog grunge rock sastava Pearl Jam. Prepoznatljiv je po svom osebujnom glasu (bariton) i smatraju ga ikonom alternativnog rocka.